# Combattant illégal
Pour les articles homonymes, voir Combattant (homonymie).

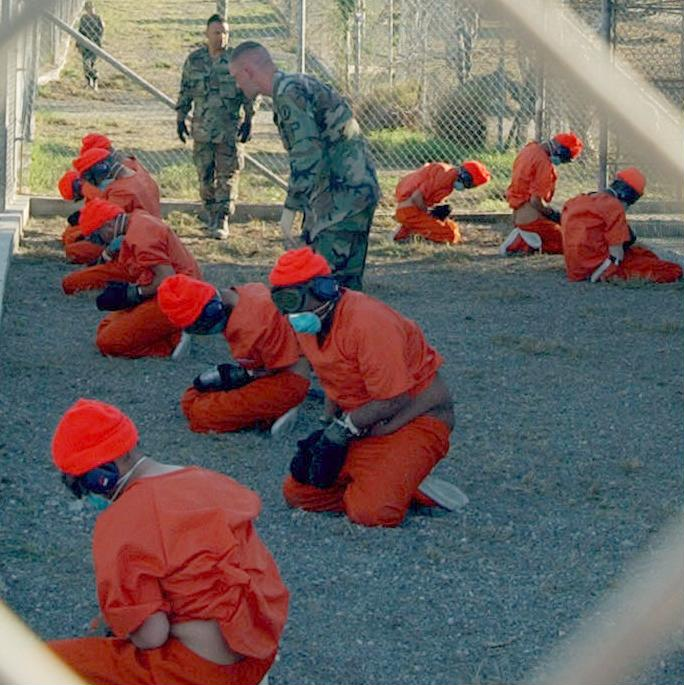
Les premiers prisonniers capturés en Afghanistan et détenus à Guantanamo en 2002.

Le terme « combattant illégal », « combattant ennemi » ou encore « combattant ennemi illégal » (« unlawful combatant »), défini dans le USA PATRIOT Act, est le terme utilisé par le gouvernement des États-Unis sous la présidence de George W. Bush pour qualifier les prisonniers capturés dans le cadre de la « Guerre contre le terrorisme » se trouvant dans le centre de détention de Guantanamo ou dans d'autres centres de détention clandestins de la CIA ou du Pentagone, notamment en Afghanistan et en Irak. Le terme de « combattant ennemi » a été utilisé par Donald Rumsfeld pour qualifier tout individu suspecté de terrorisme quand bien même rien ne le prouverait. Néanmoins, le statut de combattant illégal a été étendu à des citoyens des États-Unis tels que José Padilla ou Yaser Hamdi, brouillant quelque peu la distinction. De plus, ces détenus n'ont pas eu tous droit au même traitement : John Walker Lindh, le « Taliban américain », a été déféré devant le système judiciaire américain (et condamné en 2002), tandis que Yaser Hamdi a été maintenu en détention sans être inculpé, avant d'être finalement déféré devant la justice fédérale en 2005 (et condamné en 2008). On parle de « détenus fantômes » pour ceux d'entre eux qui sont détenus sans que leur nom soit connu.

## La raison
Définir ces prisonniers comme « combattants illégaux » permet aux États-Unis de ne pas leur appliquer la Convention de Genève relative aux prisonniers de guerre. La capture des détenus fantômes contredit le droit international, en particulier l'article 5 de la Troisième Convention de Genève, qui indique que, en cas de doute, c’est à un tribunal qu’il revient de déterminer si un individu présente ou non les caractéristiques constitutives d’un « prisonnier de guerre », et que ledit individu doit être protégé en tant que tel jusqu’au prononcé du jugement. De plus, un prisonnier de guerre ne peut être interrogé, n'étant tenu que de fournir son nom, grade et unité, et devant être libéré dès la cessation des hostilités (en l'occurrence, le renversement du régime taliban pour ceux capturés en Afghanistan[réf. nécessaire]).
Le gouvernement des États-Unis déclare pour sa part que la raison qui le pousse à les définir ainsi est qu'ils ne font pas partie d'une armée traditionnelle. Selon ce gouvernement, la majorité des prisonniers sont plus ou moins liés à Al-Qaïda et aux Talibans. À partir de là, les États-Unis jugent qu'ils peuvent garder indéfiniment, incommunicado, un « combattant illégal » sans chef d'accusation .

## Légalité
Le gouvernement des États-Unis refuse à ces prisonniers extra-judiciaires le droit de contester leur détention auprès des cours fédérales de justice américaines. Il argumente pour ce faire qu'ils sont détenus dans des bases ne se trouvant pas sur le sol des États-Unis, et échappent ainsi aux droits garantis par la Constitution des États-Unis. L'ordre exécutif de novembre 2001 (Detention, Treatment, and Trial of Certain Non-Citizens in the War Against Terrorism (en)) instituait des commissions militaires chargées de juger, en dehors du système judiciaire, les détenus.
Mais le 28 juin 2004, la Cour suprême a statué sur ce point[réf. nécessaire]. Et elle autorise les « combattants illégaux », ainsi que les combattants ennemis à pouvoir contester leur détention. Mais ce verdict ne statue toujours pas sur la légalité du statut de prisonnier illégal, ni sur la possibilité pour les détenus d'avoir accès à un avocat de leur choix.
En 2005, la Cour suprême des États-Unis dans Rasul v. Bush (en) juge que l’habeas corpus s’étend à tous les détenus de Guantanamo, même si ceux-ci ne se trouvaient pas à l’intérieur du territoire des États-Unis. Si les détenus eux-mêmes se situent à l’extérieur du giron de la Cour fédérale, les gardiens de ces détenus ne le sont pas. Dès lors, les tribunaux fédéraux américains acquièrent juridiction rationae materiae (subject-matter jurisdiction) pour entendre les recours en habeas corpus des détenus.
Le Congrès rétorque en adoptant, le 30 décembre 2005, le Detainee Treatment Act, qui amende la loi sur l'habeas corpus, stipulant qu’aucun tribunal américain n’a juridiction pour entendre un bref d’habeas corpus soulevé par un étranger détenu à Guantanamo Bay.
En 2006, un nouvel arrêt de la Cour suprême, Hamdan v. Rumsfeld (en), décide que les commissions militaires pour juger ces combattants violaient l'article 3 de la Convention de Genève sur les prisonniers de guerre. L'arrêt affirme en outre que le Detainee Treatment Act qui suspend le recours en habeas corpus ne s’applique pas aux recours qui ont été intentés avant son adoption, ne pouvant être rétroactif .
En réponse à ce nouveau jugement de la Cour, le Congrès vota par la suite le Military Commissions Act en octobre 2006 afin de légaliser ces juridictions d'exception. La nouvelle loi s'oppose directement à l'arrêt Hamdan v. Rumsfeld, en stipulant que la suspension de l’habeas corpus vise toutes les actions, incluant celles pendantes au moment de l’adoption de la Detainee Treatment Act. L'habeas corpus ne pouvant être suspendu, selon la Constitution des États-Unis, qu'en cas d'invasion ou de rébellion, un recours raisonnable devant être accordé aux prisonniers dans le cas contraire, le Congrès institua le régime des commissions militaires. Celui-ci empêche au détenu d’avoir accès à la preuve contre lui, lui impose le fardeau de prouver en quoi sa détention serait illégale et rend son recours à l’avocat carrément impossible, tout en rendant implicitement admissible la preuve obtenue sous la torture.
Mais le 12 juin 2008, la Cour suprême étendit l'habeas corpus aux combattants étrangers dans l'arrêt Boumediene v. Bush (en),. Par une majorité de cinq voix contre quatre, la Cour jugea que les détenus de Guantanamo devaient avoir accès au système judiciaire ordinaire. Les juges s'étant opposés à la majorité (John G. Roberts Jr., Samuel Alito, Antonin Scalia et Clarence Thomas) sont considérés comme appartenant à l'aile la plus conservatrice de la Cour.

## Précédents juridiques aux États-Unis
Aux États-Unis, durant la Guerre de Sécession, les États confédérés d'Amérique refusèrent toujours aux soldats noirs de l'Union le statut de combattants « légaux », il était en effet possible (et, à supposer qu'on eût voulu l'empêcher, quasiment inévitable) que les régiments de couleur incluent des esclaves affranchis par l'Union ; or, pour le Sud, armer des (ex)esclaves contre leurs anciens propriétaires ajoutait le crime au vol (ceci du point de vue des esclavagistes). Les soldats noirs qui étaient capturés furent donc soit remis en esclavage, soit exécutés sur place, à quelques exceptions près, et leurs officiers parfois exécutés. Cela n'empêcha pourtant pas Robert Lee et quelques autres, vers la fin de la guerre, de proposer d'armer des esclaves afin de compenser les pertes de l'armée .
Le terme même de combattant illégal (« unlawful combattants ») a été utilisé par la Cour suprême dans son arrêt Ex parte Quirin (en) (1942), qui considérait que les espions allemands opérant sur le territoire américain pour effectuer des actes de sabotage n'étaient ni des civils, ni des soldats. Un rapport de l'American Bar Association (Association américaine du barreau) contestait cependant ce précédent juridique en tant qu'il serait utilisé pour légitimer la détention secrète de combattants illégaux, de plus citoyens des États-Unis, par le gouvernement américain.

## Israël
La notion a fait son apparition dans le droit israélien, avec le vote, en 2002, de l'Unlawful Combatants Law, permettant la détention administrative pendant des périodes renouvelables de six mois, des personnes considérées comme telles.